# Lustosa
Lustosa é uma povoação portuguesa do Município de Lousada que foi sede da extinta Freguesia de Lustosa, freguesia que tinha 10,38 km² de área e 4 792 habitantes (2011), e, por isso, uma densidade populacional de 461,7 hab/km².
A Freguesia de Lustosa foi extinta (agregada) pela reorganização administrativa de 2012/2013, tendo sido agregada à Freguesia de Santo Estêvão de Barrosas para criar a nova União de Freguesias de Lustosa e Barrosas (Santo Estêvão).
Para lá da Serra de Campelos, Lustosa apoia-se nas amplas chãs da serra, alongando-se através do curso de pequenas e intrépidas ribeiras que descem até ao rio Vizela.

## História
Em 1049, surge um testamento de Ansur Dias, que deixa ao Mosteiro de Cete alguns bens imóveis, entre os quais o casal de Carcavelos de Riba Sousela, que se situava no território entre o Sousa e o Sousela, no sopé do monte Calvelo.
Pela descrição de 1258, de "Sancti Jacobi de Lustosa", feita pelo pároco Domingos Eanes, e corroborada por testemunhas, constatamos que o padroado da igreja pertencia aos cavaleiros Ferrazes e herdadores, e a sua confirmação dependia do arcebispo de Braga.
A 2 de Junho de 1551 o arcebispo de Braga D. Baltazar, e Gaspar Nunes Barreto, concertaram que o padroado da Igreja ficasse para os sucessores deste, que eram os Barretos e Ferrazes do Porto.
Nas Memórias Paroquiais, a freguesia é enquadrada na província do Minho, Arcebispado de Braga, concelho de Aguiar de Sousa e termo da cidade do Porto.
A freguesia de São Tiago de Lustosa, comarca de Penafiel pelo Decreto nº 13.917, de 9 de Julho de 1927, era abadia da apresentação dos Morgados de Freiriz, segundo Carvalho da Costa que, neste ponto, está em desacordo com a "Estatística Parochial de 1862 que diz ser da apresentação dos Soutos d'El-Rei, no antigo concelho de Aguiar de Sousa.
Pertenceu ao concelho de Barrosas, extinto pelos Decretos de 30 de Junho de 1852 e 30 de Dezembro de 1853, passando a fazer parte do concelho de Lousada por este último decreto.
Em 1839 aparece na comarca de Penafiel e no concelho de Aguiar de Sousa; em 1852, na comarca de Lousada e no concelho de Barrosas; em 1853, na comarca de Santo Tirso e no concelho de Paços de Ferreira e, em 1862, na comarca e concelho (atual município) de Lousada.
Da diocese de Braga passou para a do Porto em 1882. Comarca eclesiástica de Amarante - 2º distrito (1907). Primeira vigararia de Felgueiras (1916); segunda vigararia de Lousada (1970) 

## População
| População da freguesia de Lustosa | População da freguesia de Lustosa | População da freguesia de Lustosa | População da freguesia de Lustosa | População da freguesia de Lustosa | População da freguesia de Lustosa | População da freguesia de Lustosa | População da freguesia de Lustosa | População da freguesia de Lustosa | População da freguesia de Lustosa | População da freguesia de Lustosa | População da freguesia de Lustosa | População da freguesia de Lustosa | População da freguesia de Lustosa | População da freguesia de Lustosa |
| --------------------------------- | --------------------------------- | --------------------------------- | --------------------------------- | --------------------------------- | --------------------------------- | --------------------------------- | --------------------------------- | --------------------------------- | --------------------------------- | --------------------------------- | --------------------------------- | --------------------------------- | --------------------------------- | --------------------------------- |
| 1864                              | 1878                              | 1890                              | 1900                              | 1911                              | 1920                              | 1930                              | 1940                              | 1950                              | 1960                              | 1970                              | 1981                              | 1991                              | 2001                              | 2011                              |
| 1 050                             | 1 186                             | 1 245                             | 1 322                             | 1 524                             | 1 369                             | 1 508                             | 1 779                             | 1 935                             | 2 526                             | 2 862                             | 3 176                             | 3 812                             | 4 437                             | 4 792                             |

| Distribuição da População por Grupos Etários | Distribuição da População por Grupos Etários | Distribuição da População por Grupos Etários | Distribuição da População por Grupos Etários | Distribuição da População por Grupos Etários | Distribuição da População por Grupos Etários | Distribuição da População por Grupos Etários | Distribuição da População por Grupos Etários | Distribuição da População por Grupos Etários | Distribuição da População por Grupos Etários |
| -------------------------------------------- | -------------------------------------------- | -------------------------------------------- | -------------------------------------------- | -------------------------------------------- | -------------------------------------------- | -------------------------------------------- | -------------------------------------------- | -------------------------------------------- | -------------------------------------------- |
| Ano                                          | 0-14 Anos                                    | 15-24 Anos                                   | 25-64 Anos                                   | > 65 Anos                                    |                                              | 0-14 Anos                                    | 15-24 Anos                                   | 25-64 Anos                                   | > 65 Anos                                    |
| 2001                                         | 1 071                                        | 768                                          | 2 258                                        | 340                                          |                                              | 24,1%                                        | 17,3%                                        | 50,9%                                        | 7,7%                                         |
| 2011                                         | 924                                          | 721                                          | 2 695                                        | 452                                          |                                              | 19,3%                                        | 15,0%                                        | 56,2%                                        | 9,4%                                         |